# فلوریان لژون
فلوریان لژون (انگلیسی: Florian Lejeune؛ زادهٔ ۲۰ مهٔ ۱۹۹۱) بازیکن فوتبال اهل فرانسه است.
از باشگاه‌هایی که در آن بازی کرده‌است می‌توان به باشگاه فوتبال منچستر سیتی، باشگاه فوتبال ژیرونا، باشگاه فوتبال استاد برستوا ۲۹، و باشگاه فوتبال ویارئال اشاره کرد.
وی همچنین در تیم ملی فوتبال زیر ۲۰ سال فرانسه بازی کرده‌است.